# Погребовка
Погребовка (укр. Погребівка) — село в Рогатинской городской общине Ивано-Франковского района Ивано-Франковской области Украины.
Население по переписи 2001 года составляло 60 человек. Занимает площадь 1,767 км². Почтовый индекс — 77022. Телефонный код — 03435.